# 루모이 본선

루모이 본선 노선도

루모이 본선(일본어: 留萌本線)은 일본 홋카이도 후카가와시의 후카가와역부터 루모이시의 루모이역을 거쳐, 마시케 군 마시케정의 마시케역을 잇는 홋카이도 여객철도의 철도 노선(지방 교통선)이다.

## 노선 정보
- 관할 (사업 종별) · 구간 (영업 거리)
  - 홋카이도 여객철도 (제1종 철도사업자)
    - 후카가와 역 - 루모이 역 간 : 14.4 km
- 궤간 : 1067mm
- 역 수 : 5역 (기종점역 포함)
  - 루모이 본선 소속인 역으로 한정된 경우, 기점의 후카가와 역(하코다테 본선 소속)이 제외되어, 4역이 된다.
- 복선화 구간 : 없음 (전 구간 단선)
- 전철화 구간 : 없음 (전 구간 비전철화)
- 폐색 방식
  - 후카가와 역 - 루모이 역 간 : 특수 자동 폐색식(궤도 회로 검지식)
  - 루모이 역 - 마시케 역 간 : 스탑 폐색식
- 교행 가능한 역 : 없음[1]

전 구간이 홋카이도 여객철도 아사히카와 지사의 관할이다.

## 역 목록
| 역명           | 일어 역명 | 역간 거리 | 영업 거리 | 접속 노선                       | 소재지     | 소재지     |
| -------------- | --------- | --------- | --------- | ------------------------------- | ---------- | ---------- |
| 후카가와       | 深川      | -         | 0.0       | 홋카이도 여객철도 하코다테 본선 | 후카가와시 | 후카가와시 |
| 기타이치얀     | 北一已    | 3.8       | 3.8       |                                 | 후카가와시 | 후카가와시 |
| 짓푸베쓰       | 秩父別    | 5.0       | 8.8       |                                 | 우류 군    | 짓푸베쓰정 |
| 기타칫푸베쓰   | 北秩父別  | 2.4       | 11.2      |                                 | 우류 군    | 짓푸베쓰정 |
| 이시카리누마타 | 石狩沼田  | 3.2       | 14.4      |                                 | 우류 군    | 누마타정   |

- 폐선 구간(~ 2023.04.01)

| 역명     | 일어 역명 | 역간 거리 | 영업 거리 | 접속 노선 | 소재지   | 소재지   |
| -------- | --------- | --------- | --------- | --------- | -------- | -------- |
| 맛푸     | 真布      | 3.4       | 17.8      |           | 우류 군  | 누마타정 |
| 에비시마 | 恵比島    | 2.9       | 20.7      |           | 우류 군  | 누마타정 |
| 도게시타 | 峠下      | 7.6       | 28.3      |           | 루모이시 | 루모이시 |
| 호로누카 | 幌糠      | 6.2       | 34.5      |           | 루모이시 | 루모이시 |
| 후지야마 | 藤山      | 5.5       | 40.0      |           | 루모이시 | 루모이시 |
| 오와다   | 大和田    | 4.2       | 44.2      |           | 루모이시 | 루모이시 |
| 루모이   | 留萌      | 5.9       | 50.1      |           | 루모이시 | 루모이시 |

- 폐선 구간(~2016.12.05)

| 역명     | 일어 역명 | 역간 거리 | 영업 거리 | 접속 노선 | 소재지    | 소재지   |
| -------- | --------- | --------- | --------- | --------- | --------- | -------- |
| 루모이   | 留萌      | 5.9       | 50.1      |           | 루모이시  | 루모이시 |
| 세고시   | 瀬越      | 2.1       | 52.2      |           | 루모이시  | 루모이시 |
| 레우케   | 礼受      | 4.0       | 56.2      |           | 루모이시  | 루모이시 |
| 아훈     | 阿分      | 1.3       | 57.5      |           | 마시케 군 | 마시케정 |
| 노부샤   | 信砂      | 2.7       | 60.2      |           | 마시케 군 | 마시케정 |
| 샤구마   | 舎熊      | 0.8       | 61.0      |           | 마시케 군 | 마시케정 |
| 슈몬베쓰 | 朱文別    | 1.7       | 62.7      |           | 마시케 군 | 마시케정 |
| 하시베쓰 | 箸別      | 1.3       | 64.0      |           | 마시케 군 | 마시케정 |
| 마시케   | 増毛      | 2.8       | 66.8      |           | 마시케 군 | 마시케정 |